# NGC 432
NGC 432 é uma galáxia elíptica (E-S0) localizada na direcção da constelação de Tucana. Possui uma declinação de -61° 31' 39" e uma ascensão recta de 1 horas, 11 minutos e 46,3 segundos.
A galáxia NGC 432 foi descoberta em 6 de Outubro de 1834 por John Herschel.